# 藤井隆広
藤井 隆広（ふじい たかひろ、1966年8月19日 - ）は、宮崎県を拠点に活動するラジオパーソナリティ、シンガー、革職人。

## 人物
- 青森県三沢市出身。既婚。三沢市立第一中学校、青森県立八戸北高等学校卒業。青山学院大学文学部二部卒業。
- 歌手活動、芸能活動の際には「TEDDY(テディ)」を芸名として使用。

## 略歴
- 高校時代にバンド活動を開始。その後も複数のバンドを経て、1999年移住先の宮崎にてカントリーロックバンド「SPEEDWAY(スピードウェイ)」を結成し、2004年7月「UMKフェニックスジャムナイト」、8月「COUNTRY DREAM～ALL JAPAN COUNTRY MUSIC FESTIVAL」に出演、同年10月「第1回長崎ハーレー・フェスティバル～カントリーバンドコンテスト」優勝。
- 1998年から4～5年の間、年に数回宮崎県内のホテル等でのブライダルファッションショーのモデルを務める。

## 過去の担当番組
- MRTスーパーワイドバリッと朝（宮崎放送ラジオ）　　メインパーソナリティー
- Power Age 宮崎音楽＆バラエティー（宮崎放送テレビ） 　レポーター